# Robert Adlard
Robert „Bob“ Edward Adlard (* 15. November 1915 in Winchcombe; † 22. Oktober 2008 ebenda) war ein britischer Hockeyspieler, der 1948 mit der britischen Nationalmannschaft Olympiazweiter war.

## Leben
Robert Adlard begann am Marlborough College mit dem Hockeysport. Nach dem College spielte er für die Old Marlburians und wurde früh für Auswahlmannschaften herangezogen. 1938 debütierte er in der englischen Nationalmannschaft, in seinem zweiten Länderspiel gegen Schottland erzielte er einen Hattrick.
Im Zweiten Weltkrieg war er als Lieutenant bei Panzerverbänden der Yeomanry-Husaren. 1941 geriet er in Gefangenschaft. Nach dem Zweiten Weltkrieg begann er wieder mit dem Hockeyspiel.
Bei den Olympischen Spielen in London war er Mittelstürmer der britischen Mannschaft. Die Briten gewannen ihre Vorrundengruppe mit 19:0 Toren und besiegten im Halbfinale die Mannschaft Pakistans mit 2:0, beide Tore erzielte Adlard. Im Finale unterlagen die Briten der indischen Mannschaft mit 0:4. Im Turnier erzielte Adlard insgesamt fünf Tore.
Adlard übernahm in vierter Generation die Papiermühle seiner Familie in Winchcombe. Im Ehrenamt war er für den Winchcombe Cricket Club tätig.